# Apterodromia vespertina
Apterodromia vespertina är en tvåvingeart som beskrevs av Sinclair och Meg S. Cumming 2000. Apterodromia vespertina ingår i släktet Apterodromia och familjen puckeldansflugor.
Artens utbredningsområde är Western Australia. Inga underarter finns listade i Catalogue of Life.